# Jeremy Wariner
Jeremy Wariner (ur. 31 stycznia 1984 w Irving) – amerykański lekkoatleta, czterokrotny medalista olimpijski, pięciokrotny mistrz świata.
Jego trenerem jest Clyde Hart. W 2006 wygrał 6 z 6 biegów Złotej Ligi wspólnie z Asafą Powellem i Sanyą Richards. Zwycięzca łącznej punktacji Diamentowej Ligi 2010 w biegu na 400 metrów. Zerwanie ścięgna w palcu lewej stopy uniemożliwiło mu występ na mistrzostwach świata w koreańskim Daegu.
Przed Mistrzostwami Świata w Osace w 2007 zapowiedział walkę o ustanowieniu nowego rekordu świata na 400 m (poprzedni należy do Michaela Johnsona i wynosi 43,18 sek.). W finałowym biegu, z powodu niesprzyjających warunków atmosferycznych (padający deszcz i niska temperatura), okazało się to nierealne. Mimo to osiągnął czas 43,45 sek - jest to czwarty wynik w historii biegów na 400 m.
Jego managerem jest Michael Johnson.

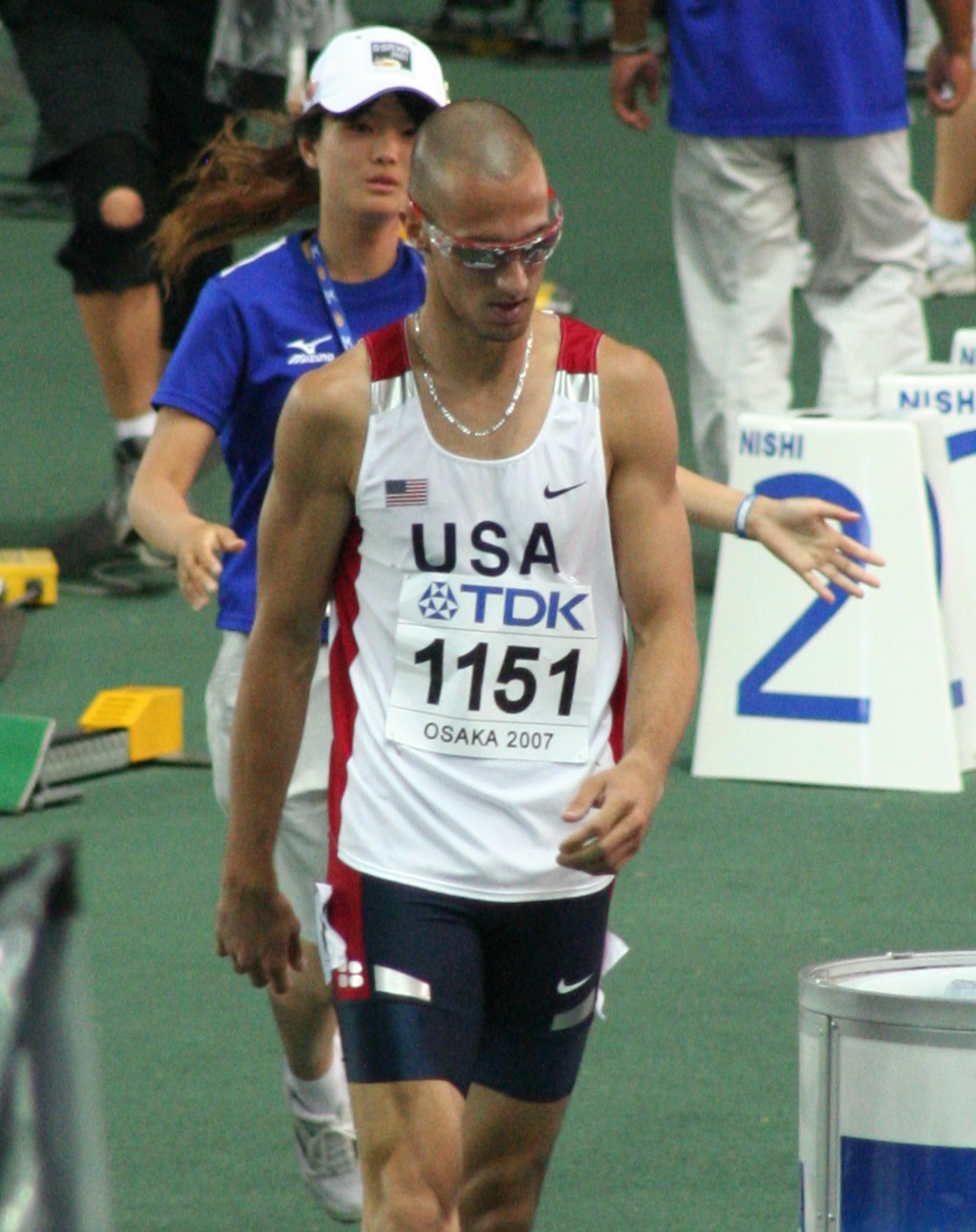
Jeremy Wariner podczas mistrzostw świata 2007

## Rekordy życiowe
| Konkurencja   | Data             | Miejsce | Czas  |  |
| ------------- | ---------------- | ------- | ----- |  |
| Bieg na 200 m | 21 maja 2006     | Carson  | 20,19 |  |
| Bieg na 400 m | 31 sierpnia 2007 | Osaka   | 43,45 |  |

## Osiągnięcia

### Letnie Igrzyska Olimpijskie 2004
- bieg na 400 metrów - złoto
- sztafeta 4 x 400 metrów - złoto

### Letnie Igrzyska Olimpijskie 2008
- 400 m - srebro
- sztafeta 4 x 400 m - złoto

### Mistrzostwa Świata w Lekkoatletyce 2005
- 400 m - złoto
- sztafeta 4 x 400 m - złoto

### Mistrzostwa Świata w Lekkoatletyce 2007
- 400 m - złoto
- sztafeta 4 x 400 m - złoto

### Mistrzostwa Świata w Lekkoatletyce 2009
- 400 m - srebro
- sztafeta 4 x 400 m - złoto